# ارنست اشتریروویتس
ارنست اشتریروویتس (انگلیسی: Ernst Streeruwitz؛ ۲۳ سپتامبر ۱۸۷۴ – ۱۹ اکتبر ۱۹۵۲) یک دیپلمات و سیاست‌مدار اهل اتریش بود.